# براق يوروك
براق يوروك (burak yörük) ممثل تركي ولد في إسطنبول، بدأ التمثيل كطفل في عام 2004، ظهر في البرنامج التلفزيوني Ben Onu Çok Sevdim في دور أيدين مندريس، كما شارك في المسلسل التلفزيوني «20 دقيقة». أشتهر بمشاركته في فيلمه الأول "4N1K".

## بدايته الفنية في التمثيل
بسبب أشتراكه في العديد من المسرحيات المدرسية، وتمثيله على خشبة مسرح المدرسة، ولد حب التمثيل داخله، أول عمل له بالتمثيل الحقيقي كممثل طفل عام 2002م، في مسلسل أحببتها كثيراً، قال عن هذه التجربة إنها أهم تجربة في حياته، أكدت له أن هذه المهنة هي حلمه الجديد الذي يجب الانشغال به وتحقيقه، لذلك قرر دراسة التمثيل في الجامعة، ألتحق بأكاديمية الفنون المسرحية بالنيابة لدراسة التمثيل والمسرح، كما درس التمثيل بقسم المسرح في جامعة بيكنت.
بدأ طريقه نحو النجومية الحقيقية عندما شارك في مسلسل 20 دقيقة عام 2013م ومسلسل أنا أحبها جدا، شارك في بطولة أول فيلم سينمائي شبابي عام 2017م من خلال فيلم (4N1K)، حصل الفيلم على تقييم جيد ونسبة مشاهدة جيدة، تم تحويل قصة الفيلم إلى مسلسل الذي حمل نفس الاسم، المسلسل يدور أحداثه حول الفترة قبل الجامعة، والمراهقين، هو مسلسل كوميدي رومانسي عائلي، أثبت موهبته وقدرته على التمثيل بشكل جيد، تنبأ له المخرجين والمنتجين مستقبل كبير في العمل الفني، ووصوله لدور البطولة المطلقة سريعا فهو صاحب موهبة كبيرة جدا، وحضور قوي أحبته الكاميرات سريعاً، وأحبه الجمهور وأصبح له قاعدة جماهيرية كبيرة، فقد وصل عدد متابعيه على الإنستجرام إلى أكثر من نصف مليون متابع في فترة صغيرة.

## أعماله
|                                   | عام 2002 |
| مسلسل نحن مطلقون                  | 2004     |
| فلم لستاررة                       | 2005     |
| مسلسل20دقيقة                      | عام 2013 |
| --------------------------------- | -------- |
| فلم 4N1K                          | عام 2017 |
| مسلسل 4N1K (الحب الأول)           | عام 2019 |
| يقوم بتمثيل في مسلسل السد (baraj) | 2020     |
| الانتقام منطق الحب                | 2021     |